# Oix
Oix es un núcleo de población dentro del municipio español de Montagut y Oix (La Garrocha, provincia de Gerona, Cataluña). Está situado en la margen izquierda del río Oix, a 413 m s. n. m. Había sido independiente hasta el año 1972, cuando se unió al municipio de Montagut. En el año 2009 tenía 102 habitantes, con un alto porcentaje de población diseminada. La fiesta mayor es el primer domingo de octubre y la romería celebrada en la ermita de Santa Bárbara es el 4 de diciembre.
Algunos edificios de interés son:
- la iglesia parroquial de San Lorenzo, citada ya en el año 937 pero muy modificada posteriormente.
- el castillo de Oix, construido en el siglo XV por la familia Barutell, señores de la baronía de Bestracá
- el puente romano

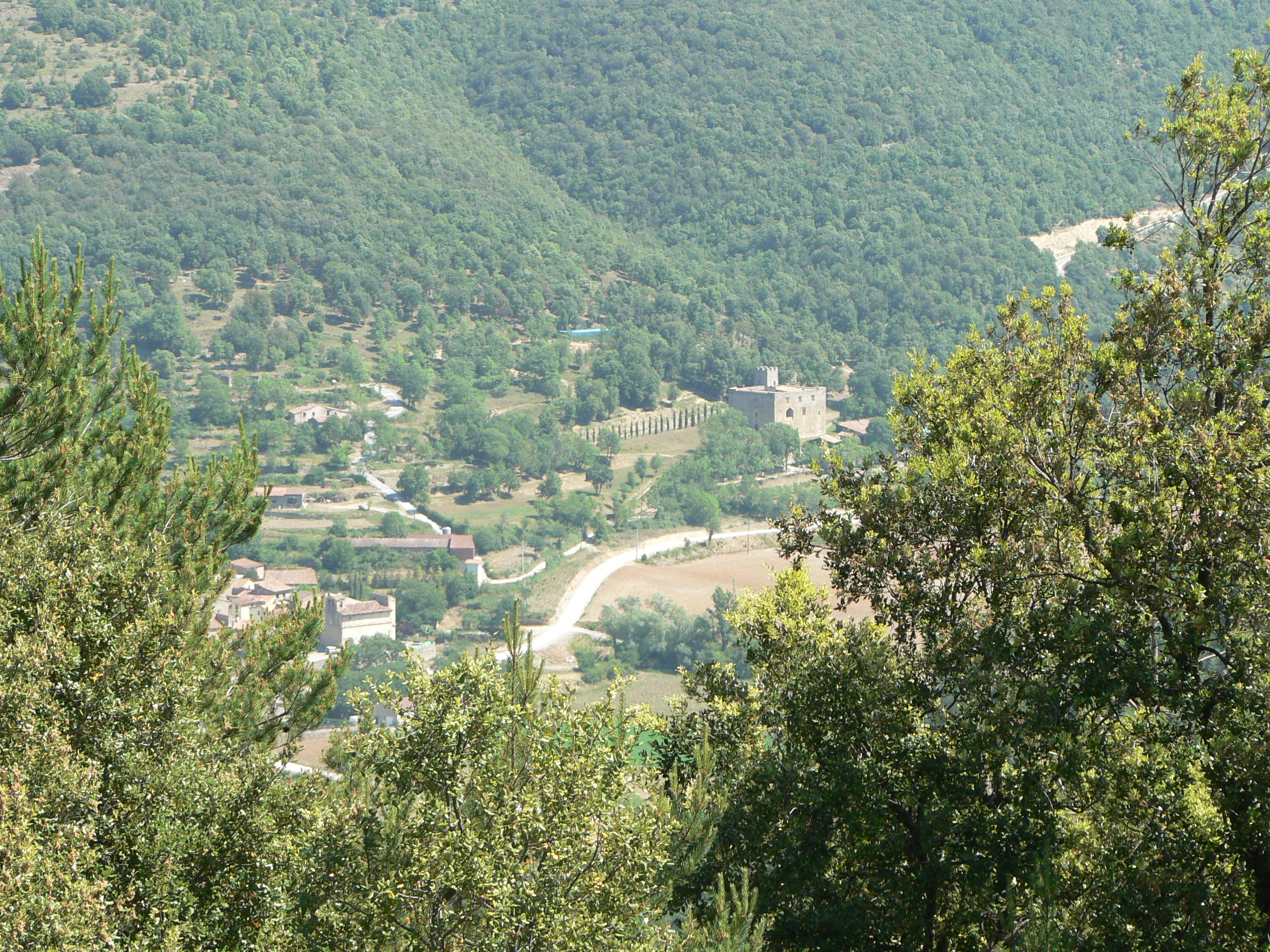
Vista del valle de Oix. El edificio más grande es el castillo de Oix.

El antiguo municipio de Oix se extendía por los altos valles de la rivera de Llierca, comprendiendo los lugares y antiguas parroquias de Sant Miquel de Pera, Sant Miquel d'Hortmoier, Mitjà, Santa Bàrbara de Pruneres, Talaixà, Riu, los santuarios de Agulles y de Escales y el antiguo monasterio de Sant Aniol d'Aguja.

## Demografía
| Gráfica de evolución demográfica de Oix entre 1842 y 1970 |
| |
| Población de derecho según los censos de población del INE Población de hecho según los censos de población del INEEntre el censo de 1857 y el anterior, crece el término del municipio porque incorpora a Monás, Riu, San Miguel de Pera Entre el censo de 1981 y el anterior, este municipio desaparece porque se integra en el municipio Montagut |